# Жінки в Узбекистані
Соціально-правове становище жінок в Узбекистані знаходиться під впливом традицій, релігії, мінливих соціальних норм з моменту здобуття незалежності.

## Репродуктивне здоров'я
За даними 2003 року, 62,3% жінок використовували контрацептиви. За оцінками ООН, близько 13,7% жінок в Узбекистані, які хотіли б запобігти або відкласти наступну вагітність, не можуть цього зробити через обмежений доступ до протизаплідних засобів. У 2000 році в країні налічувалося близько 20 900 акушерок.

## Примусова стерилізація
Є інформація про те, що в Узбекистані практикується примусова стерилізація жінок  . У звіті Всесвітньої служби Бі-бі-сі «Призначення» від 12 квітня 2012 року було виявлено докази того, жінок стерилізують, часто без їх відома, в спробі уряду контролювати населення. 

## Самогубства
Самоспалення є поширеною формою самогубства серед жінок в Узбекистані. За оцінками, в 2001 році близько 500 жінок в рік здійснювали суїцид після вчиненого над ними насильства. 

## Рабство та проституція
ООН визнала зусилля уряду щодо скорочення торгівлі людьми. Наприклад, для жертв торгівлі людьми є телефонні гарячі лінії, а за злочин передбачено позбавлення волі на строк від 5 до 8 років. 
Торгівля людьми ще триває, оскільки Узбекистан є і постачальником, і споживачем жінок, втягнених у торгівлю людьми . «Торгівля людьми є продовженням "човникової" торгівлі. Жінок відправляють туристками з обіцянками працевлаштування виховательками або нянями, але вони часто закінчують у проституції».

## Примусові шлюби
У деяких частинах країни відбувається викрадення наречених і примусовий шлюб. Викрадення наречених пов'язують з економічною нестабільністю. Весілля можуть бути дорогими, викрадення дозволяють уникнути як вартості церемонії, так і віна за наречену. Деякі вчені вважають, що викрадати наречених можуть менш бажані чоловіки з поганою освітою або проблемами з наркотиками або алкоголем. 

## Жінки в економіці
«Гендерні ролі в економіці змінилися в радянський період і продовжують змінюватися після здобуття незалежності». В Узбекистані є програми, які допомагають розширити можливості для жінок, існують постійні проблеми. Наприклад, ринок праці розділений за статтю, і жінкам зазвичай платять нижчу заробітну плату. «Некваліфікований персонал в невиробничому секторі практично повністю складається з жінок» . Жінки не можуть працювати в нічний час. Станом на 2003 рік не існує закону проти сексуальних домагань. 
Матері з дітьми з інвалідністю і багатодітні жінки можуть виходити на пенсію у 50 років, що на 5 років менше встановленого пенсійного віку (55 років). 

## Жінки у виборчому процесі
Узбекистан має загальне виборче право, але «згідно з даними опитувань Центру громадської думки, 64% міських і 50% сільських жінок вважають, що у чоловіків більше можливостей для реалізації прав у політичній сфері». 
З 2004 року закон про вибори в Узбекистані вимагає від політичних партій висувати не менше 30 % кандидаток-жінок у парламент (див. Гендерні квоти). Однак недопредставленість жінок властива всім рівням управління. 